# Asa-de-sabre-da-guiana
Asa-de-sabre-cinza, asa-de-sabre-do-roraima, asa-de-sabre-canela ou asa-de-sabre (Campylopterus largipennis) é uma espécie de ave da família Trochilidae.
Pode ser encontrada nos seguintes países: Bolívia, Brasil, Colômbia, Equador, Guiana Francesa, Guiana, Peru, Suriname e Venezuela.
Os seus habitats naturais são: florestas subtropicais ou tropicais húmidas de baixa altitude e florestas secundárias altamente degradadas.

## Taxonomia
O asa-de-sabre-da-guiana foi descrito pelo polímata francês Georges-Louis Leclerc, Conde de Buffon em 1780 em sua Histoire Naturelle des Oiseaux, a partir de um espécime coletado em Caiena, Guiana Francesa. A ave também foi ilustrada em uma placa colorida à mão gravada por François-Nicolas Martinet nos Planches Enluminées D'Histoire Naturelle, produzida sob a supervisão de Edme-Louis Daubenton para acompanhar o texto de Buffon. Nem a legenda da placa nem a descrição de Buffon incluíam um nome científico, mas em 1783 o naturalista holandês Pieter Boddaert cunhou o nome binomial Trochilus largipennis em seu catálogo dos Planches Enluminées. O asa-de-sabre-da-guiana agora é colocado no gênero Campylopterus que foi erigido pelo naturalista inglês William Swainson em 1827. O nome genérico combina o grego antigo kampulos que significa "curvo" ou "dobrado" e -pteros que significa "-alado". O epíteto específico largipennis combina o latus largus que significa "amplo" e -pennis que significa "com asas".

### Subespécies
Não são reconhecidas subespécies.
O asa-de-sabre-do-espinhaço (Campylopterus diamantinensis) e o asa-de-sabre-de-cauda-escura (C. obscurus), anteriormente considerados subespécies do asa-de-sabre-da-guiana, são agora considerados espécies plenas.